# هنري بيكر
هنري بيكر (بالإنجليزية: Henry Baker)‏ (و. 1698 – 1774 م) هو أحيائي من مملكة بريطانيا العظمى، ولد في لندن، وكان عضوًا في الجمعية الملكية، توفي في لندن، عن عمر يناهز 76 عاماً.

## جوائز
حصل على جوائز منها:
- وسام كوبلي (1744)[2]
- زميل في الجمعية الملكية
- زمالة جمعية الأثريات ‏.